# Thaïs Henríquez
Thaïs Henríquez Torres (ur. 29 października 1982 w Las Palmas) – hiszpańska pływaczka synchroniczna, dwukrotna medalistka olimpijska (Pekin, Londyn), jedenastokrotna medalistka mistrzostw świata.
W 2008 startowała w letnich igrzyskach olimpijskich w Pekinie, biorąc tam udział w rywalizacji drużyn i zdobywając srebrny medal dzięki rezultatowi 98,251 pkt. Cztery lata później startowała w letnich igrzyskach olimpijskich w Londynie, biorąc tam udział także wyłącznie w rywalizacji drużyn. W tej konkurencji Hiszpanka wywalczyła brązowy medal dzięki rezultatowi 193,12 pkt.
Począwszy od 2005 roku, pięciokrotnie startowała w mistrzostwach świata. Medale udało się jej wywalczyć na każdej z takich imprez sportowych – w Montrealu (2 brązowe), Melbourne (1 srebrny), Rzymie (1 złoty, 2 srebrne), Szanghaju (2 brązowe) i Barcelonie (3 srebrne). W latach 2006–2014 na mistrzostwach Europy (m.in. Budapeszt, Eindhoven) wywalczyła osiem medali, w tym cztery złote.